# Lenguas yuin-kúricas
Las lenguas yuin-kúricas son una familia de lenguas aborígenes australianas mayormente extintas que existían en el sureste de Australia.
Pertenecen a la familia de lenguas pama-ñunganas. Estos idiomas se dividen en los grupos Yuin, Kuri y Yora, aunque las clasificaciones exactas varían entre los investigadores. Los idiomas yuin-kuric fueron hablados por los habitantes originales de lo que ahora son las ciudades de Sydney y Canberra. La mayoría están ahora extinta.
El koala recibe su nombre de la palabra gula para el animal en el idioma dharug, un idioma Yuin-Kuri dentro del grupo Yora, y la misma palabra aparece en otros idiomas Yuin-Kuri, como Gundungurra, dentro del grupo Yuin.
A partir de 2020, el yuin figura como uno de los 20 idiomas priorizados como parte del Proyecto de apoyo a idiomas prioritarios, realizado por First Languages Australia y financiado por el Departamento de Comunicaciones y Artes. El proyecto tiene como objetivo "identificar y documentar idiomas en peligro crítico, aquellos idiomas para los que existe poca o ninguna documentación, donde no se han realizado grabaciones previamente, pero donde hay hablantes vivos".

## Idiomas
Los idiomas constituyentes son grupos que están ordenados de suroeste a noreste:

### Grupo Yuin
El grupo Yuin (sur) incluye:
- Los extintos[5] lenguas tharawal hablado a lo largo de la Costa Sur de Nueva Gales del Sur, incluyendo Thawa, Dyirringany, Thurga, Tharawal, y posiblemente Gweagal
- Nyamudy hablado cerca de Canberra
- Ngarigo (Ngarigu) hablado por el pueblo Ngarigo
- Ngunnawal, también conocido como Gundungurra (Gundungura, Gudungura, or Gandangara), hablado por el pueblo Ngunnawal y el pueblo Gandangara en el interior sureste Nueva Gales del Sur en la ahora región de Yass.

### Grupo Yora

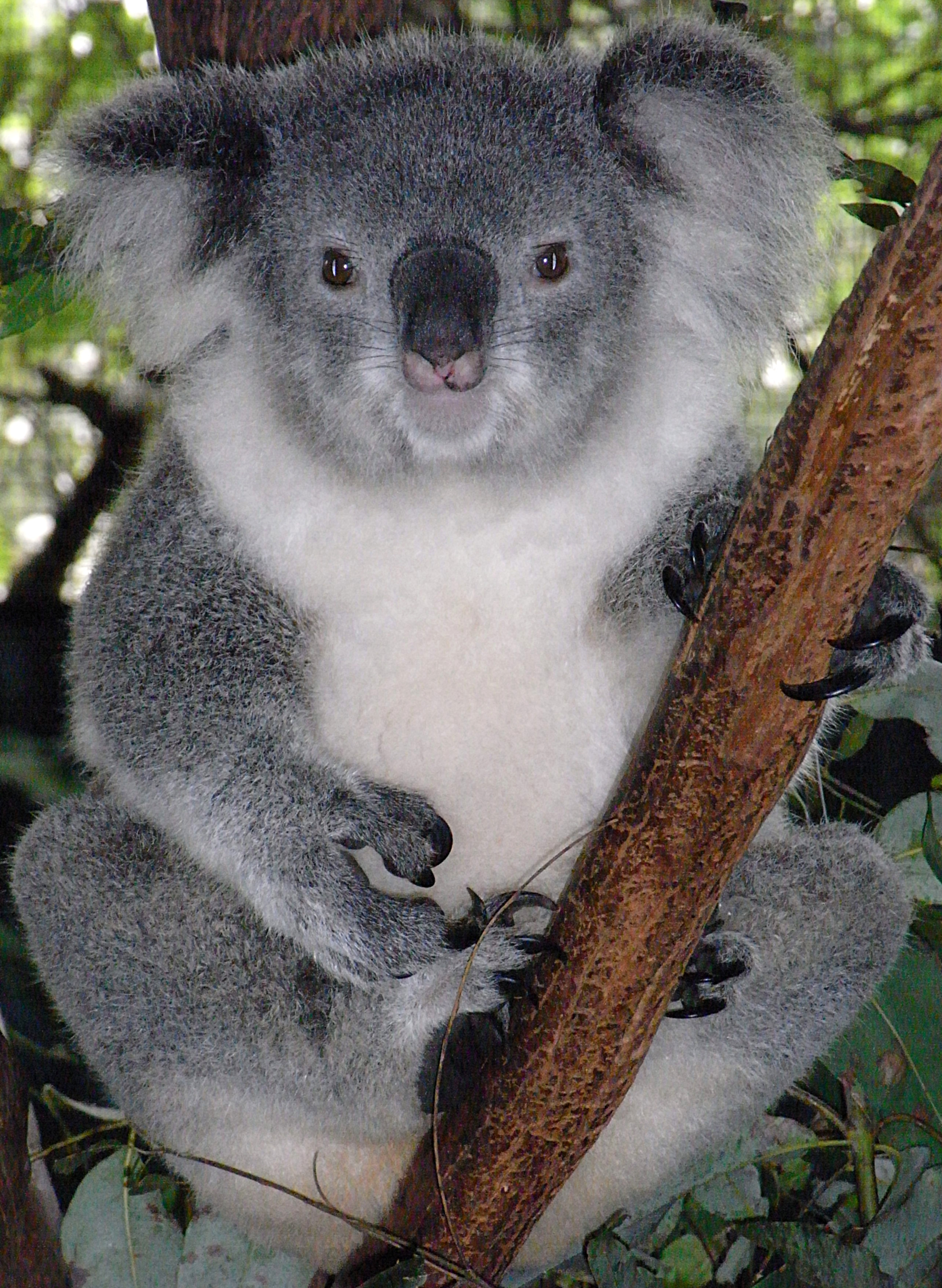
La palabra "koala" se deriva de "gula" en los idiomas Dharuk y Gundungurra

El grupo Yora o Iyora (central) es aceptado por Dixon.
- Dharug, un idioma extinto[5] que se intenta revivir.[7]
- Darkinjung, un idioma extinto.[5]

Se hablaban en la región de Sydney.

### Grupo Kuri
El grupo Kuri (norte) se ha reducido a sus idiomas más al sur:
- Lenguas worimi: Worimi (Worimi, Katthang, Birrpayi), Awabakal
- idioma dunghutti

Los idiomas una vez clasificados como kúrico incluyen Yugambal, Yuggarabul (Yuggera) y Nganyaywana (Anaiwan) más al norte.

## Comparación
La reconstrucción parcial de Jeremy Steele del idioma de Sydney incluye una comparación de pronombres en varios idiomas yuin-kuric. La siguiente versión parcial y simplificada muestra algunas de las similitudes y diferencias en la familia:
| Idioma      | Grupo | Yo                  | Tú             | Él         | Nosotros (inc) | Nosotros (exc) | Nosotros (todos)        |
| ----------- | ----- | ------------------- | -------------- | ---------- | -------------- | -------------- | ----------------------- |
| Gundungurra | Yuin  | gula-ngGa, gula-nga | gulandyi       | dhanaladhu | gulanga        | gulangala(ng)  | gulanyan, gulambanya(n) |
| Tharawal    | Yuin  | ngayagang(ga)       | nyindigang     | namarang   | ngulgang       | ngangaling(ga) | nyulgang(ga)            |
| Awabakal    | Kuri  | ngaduwa             | nginduwa       | nyuwuwa    | bali           | balinuwa       | ngiyin                  |
| Darkinjung  | Yora  | ngaya               | nyindi, ngindi | nuwa       | ngaliya        | ngungaliya     | ngiyang                 |
| Dharug      | Yora  | ngaya               | nyindi, ngindi | nanu       | ngali          | —              | —                       |